# Harry George Drickamer
Harry George Drickamer, nascido Harold George Weidenthal (Cleveland, 19 de novembro de 1918 — 6 de maio de 2002), foi um físico estadunidense.
Drickamer foi um experimentalista pioneiro nos estudos da física da matéria condensada em altas temperaturas. Seu interesse foi centrado no entendimento das propriedades eletrônicas da matéria.